# SAZAS letna lestvica slovenskih skladb 2016
SAZAS letna lestvica najbolj predvajanih slovenskih skladb 2016, ki vključuje le domače izvajalce za dve TOP 100 lestvici: reparticijski razred 100 (nacionalni radio) in razred 110 (komercialne postaje).

## Kategorija
Celotna lestvica obeh kategorij obsega Top 100 slovenskih skladb leta 2016.
| #  | Izvedba                 | Izvajalec          |
| -- | ----------------------- | ------------------ |
| 1  | "Veliko mesto"          | Mistermarsh        |
| 2  | "To mi je všeč"         | Nina Pušlar        |
| 3  | "Moje mesto"            | Leonart            |
| 4  | "Moja jutra"            | Bort Ross          |
| 5  | "Zlati časi"            | Balladero          |
| 6  | "Začaraj me"            | King Foo           |
| 7  | "Črno bel"              | Raiven             |
| 8  | "Left Behind"           | Happy OL' McWeasel |
| 9  | "Greva dol"             | Tabu               |
| 10 | "Ledena"                | Siddharta          |
| 11 | "Nov planet"            | Raiven             |
| 12 | "Poišči me v pravljici" | Okttober           |
| 13 | "Where You Left Me"     | Muff               |
| 14 | "Jutro v Tivoliju"      | Voranc Boh         |
| 15 | "Pojem zate"            | Leonart            |
| 16 | "Ni prostora"           | Tretji kanu        |
| 17 | "Galaxije bežijo"       | King Foo           |
| 18 | "Do kosti"              | Do kosti           |
| 19 | "Blue and Red"          | ManuElla           |
| 20 | "Sami naši"             | Vlado Kreslin      |

| #  | Izvedba               | Izvajalec             |
| -- | --------------------- | --------------------- |
| 1  | "To mi je všeč"       | Nina Pušlar           |
| 2  | "Srce za srce"        | Alya                  |
| 3  | "Here for You"        | Maraaya               |
| 4  | "Blue and Red"        | ManuElla              |
| 5  | "Muza"                | BQL                   |
| 6  | "Po dežju"            | Nika Zorjan           |
| 7  | "Zavrtela sva svet"   | Nejc Lombardo         |
| 8  | "Living Again"        | Maraaya               |
| 9  | "Nothing Left for Me" | Maraaya               |
| 10 | "Ledena"              | Siddharta             |
| 11 | "Spet"                | Tinkara Kovač         |
| 12 | "Čista jeba"          | Mi2                   |
| 13 | "Naj sije v očeh"     | Muff                  |
| 14 | "Za naju"             | Alya                  |
| 15 | "Lajf je moj"         | Ramus ft. Nika Zorjan |
| 16 | "Stara dobra"         | Jan Plestenjak        |
| 17 | "Zlaži se mi"         | Alya                  |
| 18 | "Čas"                 | Dan D                 |
| 19 | "To je moj dan"       | Tangels               |
| 20 | "Nasmeh življenja"    | Nika Zorjan           |